# Zlámanec
Zlámanec (deutsch Zlamanetz, 1939–1945 Slamanetz) ist eine Gemeinde in Tschechien. Sie liegt 15 Kilometer nordöstlich von Uherské Hradiště und gehört zum Okres Uherské Hradiště.

## Geographie

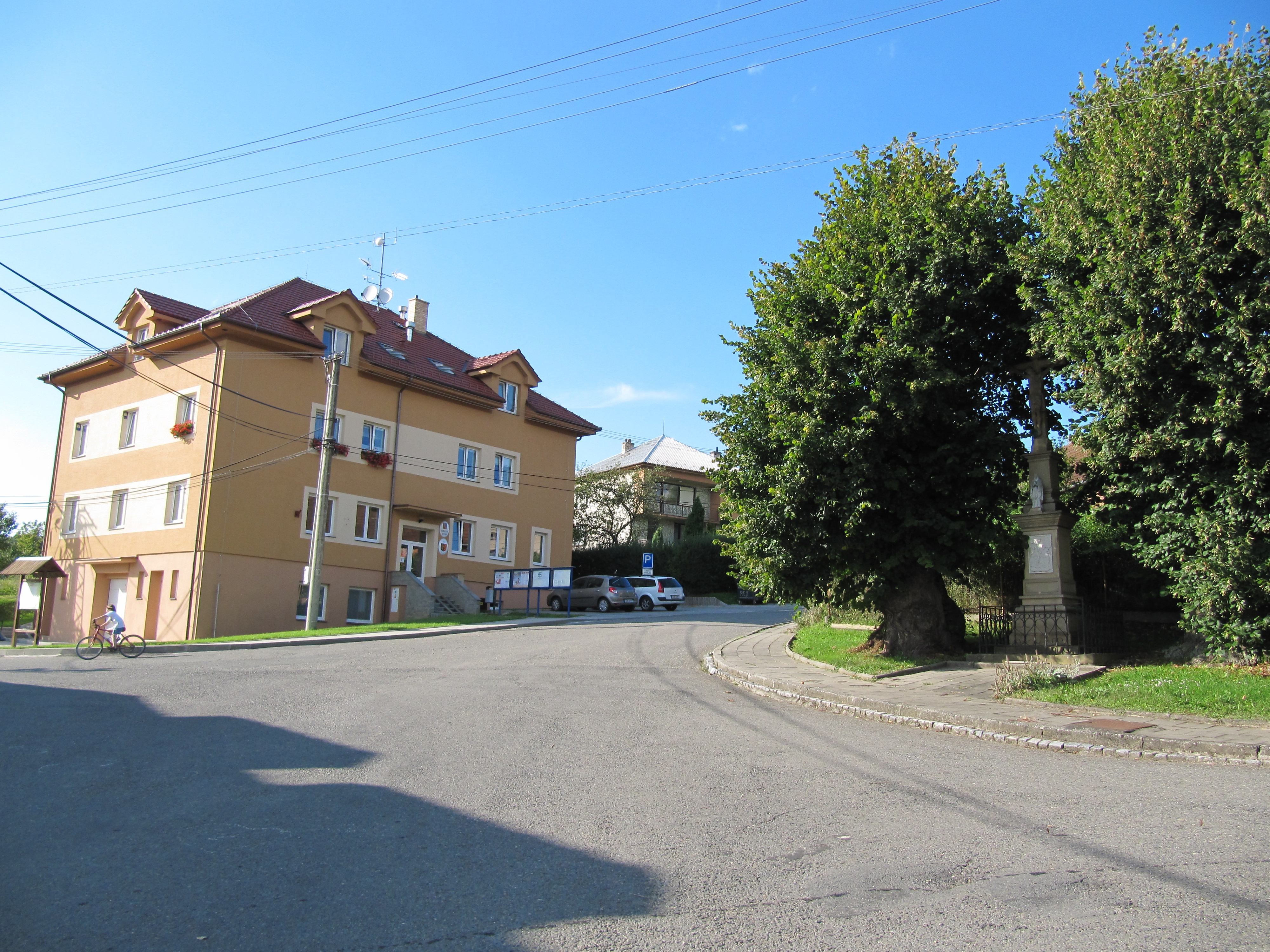
Gemeindeamt

Zlámanec befindet sich im Südwesten des Wisowitzer Berglandes. Das Dorf erstreckt sich im Tal des Baches Zlámanecký potok an der Einmündung des Neradovský potok. Nordöstlich erhebt sich der Losky (377 m), im Osten der Doubí (429 m), südöstlich der Pasecký kopec (377 m), im Süden der Kopec (341 m) und nordwestlich die Hájiny (342 m).
Nachbarorte sind Bohuslavice u Zlína im Norden, Paseky und Doubravy im Nordosten, Doubí im Osten, Hřivínův Újezd, Kaňovice, Paseky, Velký Ořechov und Kelníky im Südosten, Svárov im Süden, Mladé und Březolupy im Südwesten sowie Lapač, Komárov und Šarovy im Nordwesten.

## Geschichte
Die erste schriftliche Erwähnung des Dorfes Zlamany Vgezd erfolgte 1373 als Besitz des Jeneč Janáč von Újezd. Ihm folgte Aleš Světlovský von Sternberg, der das Dorf wegen einer Schuld dem Hradischer Juden Adam überließ. Dieser verkaufte Zlamany Vgezd 1392 an Heralt von Kunstadt. Nachfolgend wechselten die Besitzer vielfach. Während der böhmisch-ungarischen Machtkämpfe um die Krone Böhmens wurde Zlamany Vgezd zwischen 1468 und 1470 zusammen mit dem Dorf und der Feste Svárov niedergebrannt. 1604 wurde das Dorf als Zlamany Augezd bezeichnet. Im Jahre 1686 erwarb Dominik Andreas I. von Kaunitz das Gut von den Erben der Apollonia Chorynský von Ledská und schlug es seiner Herrschaft Uherský Brod zu. Die Peinliche Gerichtsbarkeit übte bis 1748 das Lowczowe prawo (Buchlauer Jagdgericht) aus. 1830 begann in Březolupy der Bau einer neuen Kirche, von den Gemeinden Šarovy, Zlamany Augezd und Svárov war zuvor deren Errichtung an einem zentraler gelegenen Platz zwischen den Dörfern angestrebt worden. 1846 wurde der Ort Zlamanetz bzw. Zlamany Augezd genannt. Bis zur Mitte des 19. Jahrhunderts blieb Zlamanetz nach Uherský Brod untertänig.
Nach der Aufhebung der Patrimonialherrschaften bildete Zlamanetz ab 1850 eine Gemeinde in der Bezirkshauptmannschaft Uherský Brod. Seit 1872 wird der heutige Ortsname Zlámanec verwendet. Im Jahre 1950 wurde die Gemeinde dem Okres Uherské Hradiště zugeordnet.

## Ortsgliederung
Für die Gemeinde Zlámanec sind keine Ortsteile ausgewiesen. Zu Zlámanec gehört die Ansiedlung Paseky.

## Sehenswürdigkeiten
- Holzkreuz, errichtet 1874
- Denkmalgeschützte Chaluppe Nr. 37
- Obstdarre aus dem 19. Jahrhundert
- historische Heuscheuer am Ortsrand
- Kapelle